# Ginga (náutica)
Ginga é o remo que, numa embarca ligeira, é usado na popa e que serve ao mesmo tempo para mover e dirigir o barco.
Ir à ginga é o nome dado a essa forma de locomoção. O temo provém do verbo gingar  que significa balançar, inclinar-se para um lado e para o outro.

## Movimento
O movimento muito especial a imprimir ao remo é ao mesmo tempo o de uma sequência de S serrados efectuado com os braços e o da  rotação direita-esquerda dos punhos. Dentro da água, o remo passa de uma posição plana mas ligeira levantada à esquerda quando o remo está do lado esquerdo, a uma posição ligeiramente levantada à direita quando o remo está no lado direito do S. A ginga só está na posição plana quando passa no eixo da embarcação.

## Utilização
A ginga mete-se num pequeno entalhe feito na popa da embarcação, mas se a utilização é grande ou o método é empregue para cargas pesadas, pode usar-se uma forqueta. 

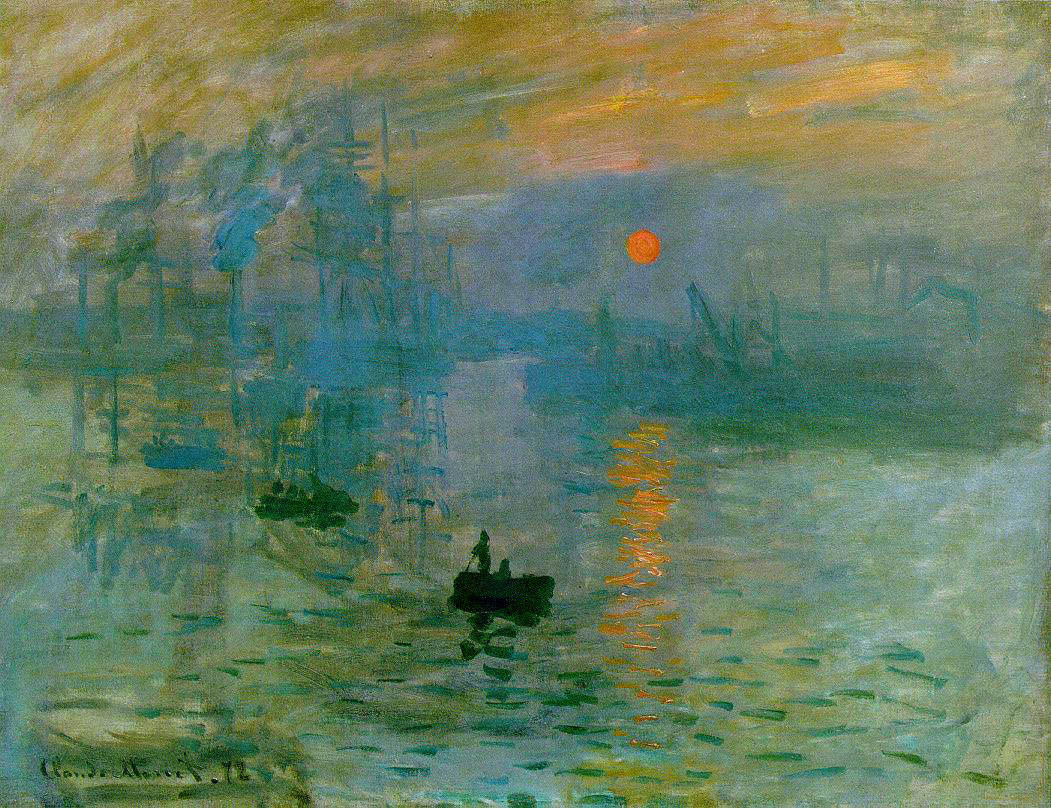
Claude Monet, Impression do soleil levant

É largamente empregue com os "anexos" (youyou), as pequenas embarcações para uma ou duas pessoas, utilizadas para da beira da água ou de um cais se deslocar até a uma embarcação ancorada ao largo.
No quadro de Claude Monet, "Impressão do Sol nascente" pintado em 1872, vê-se um marinheiro a ir à ginga.
Segundo o texto na versão francesa, esta técnica é conhecida na zona costeira da França (Mancha e Mediterrâneo), na lagoa de Veneza, mas pouco empregue como meio de locomoção no Mediterrâneo e na Inglaterra.